# Heinrich Hübschmann

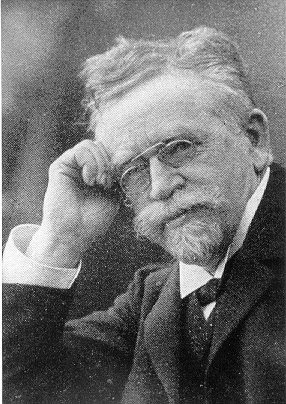
Johann Heinrich Hübschmann

Johann Heinrich Hübschmann (* 1. Juli 1848 in Erfurt; † 20. Januar 1908 in Freiburg im Breisgau) war ein deutscher Sprachwissenschaftler und Orientalist, der sich insbesondere mit iranischen Sprachen und dem Armenischen sowie dem Vergleich indoeuropäischer Sprachen befasste. Er lehrte ab 1877 als Professor für Vergleichende Sprachwissenschaft an der Universität Straßburg. Hübschmann ist ein Begründer der modernen armenischen Linguistik.

## Werdegang
Hübschmann wuchs als Sohn eines Mühlenbesitzers in Erfurt auf und war evangelischer Konfession. Er studierte Sprachwissenschaften – insbesondere Indogermanistik, semitische und andere orientalische Sprachen – an den Universitäten Jena (namentlich bei August Schleicher), Tübingen, Leipzig und schließlich in München. Während seines Studiums wurde er im Wintersemester 1868/69 Mitglied der Burschenschaft Germania Jena. In München wurde er 1872 bei Martin Haug promoviert; Thema seiner Dissertation war Yasna 30 der Avesta, die er unter dem Titel Ein Zoroastrisches Lied veröffentlichte. Zu Beginn seiner wissenschaftlichen Tätigkeit befasste er sich hauptsächlich mit avestischen (altiranischen) Texten, Grammatik und Etymologie.
Ab 1874 wandte er sich vermehrt dem Armenischen zu. In diesem Jahr hielt er sich auf der Insel San Lazzaro degli Armeni bei Venedig auf, wo sich das Hauptkloster des armenisch-katholischen Mechitaristenordens befindet, bei dessen Mönchen Hübschmann seine Sprachkenntnisse vertiefte. Mit einer Übersetzung und Kommentierung des Werks Zur Geschichte Armeniens des armenischen Bischofs und Geschichtsschreibers Sebeos aus dem 7. Jahrhundert habilitierte er sich 1875 an der Universität Leipzig. Dort wurde er im Jahr darauf zum außerordentlichen Professor für „Arische“ (d. h. indo-iranische) Sprachen berufen. In Leipzig hielt er Vorlesungen zu Grammatik und Literatur iranischer Sprachen und Sanskrit, zur Rigveda und zum Armenischen.
1877 erhielt er Rufe an die Universitäten Graz und Straßburg, von denen er letzteren annahm. Trotz weiterer Rufe nach Halle (1885) und Wien (1900) blieb er bis zu seinem Tod in Straßburg. Entgegen der damals vorherrschenden Meinung (die namentlich von Friedrich Müller und Paul de Lagarde vertreten wurde) wies Hübschmann nach, dass das Armenische nicht zu den iranischen Sprachen, nicht einmal zum Zweig der indoiranischen Sprachen zählt, sondern einen ganz eigenen Zweig innerhalb der indoeuropäischen Sprachen bildet. In seinem Hauptwerk Armenische Grammatik, von dem 1897 nur der erste Band erschien, trennte er hierzu den ursprünglichen, „echtarmenischen“ Erbwortschatz von (neu-)persischen, syrischen, griechischen und anderen Lehnwörtern. Seine 1887 publizierte Etymologie und Lautlehre der ossetischen Sprache war eine grundlegende Studie dieser Sprache, in der Hübschmann zutreffend feststellte, dass es sich um eine iranische Sprache handelt, die nur oberflächlich wie eine kaukasische Sprache wirkt. Zu Hübschmanns akademischen Schülern zählten Christian Bartholomae, Sigmund Feist, Matteo Giulio Bartoli und Hratschia Adscharjan.

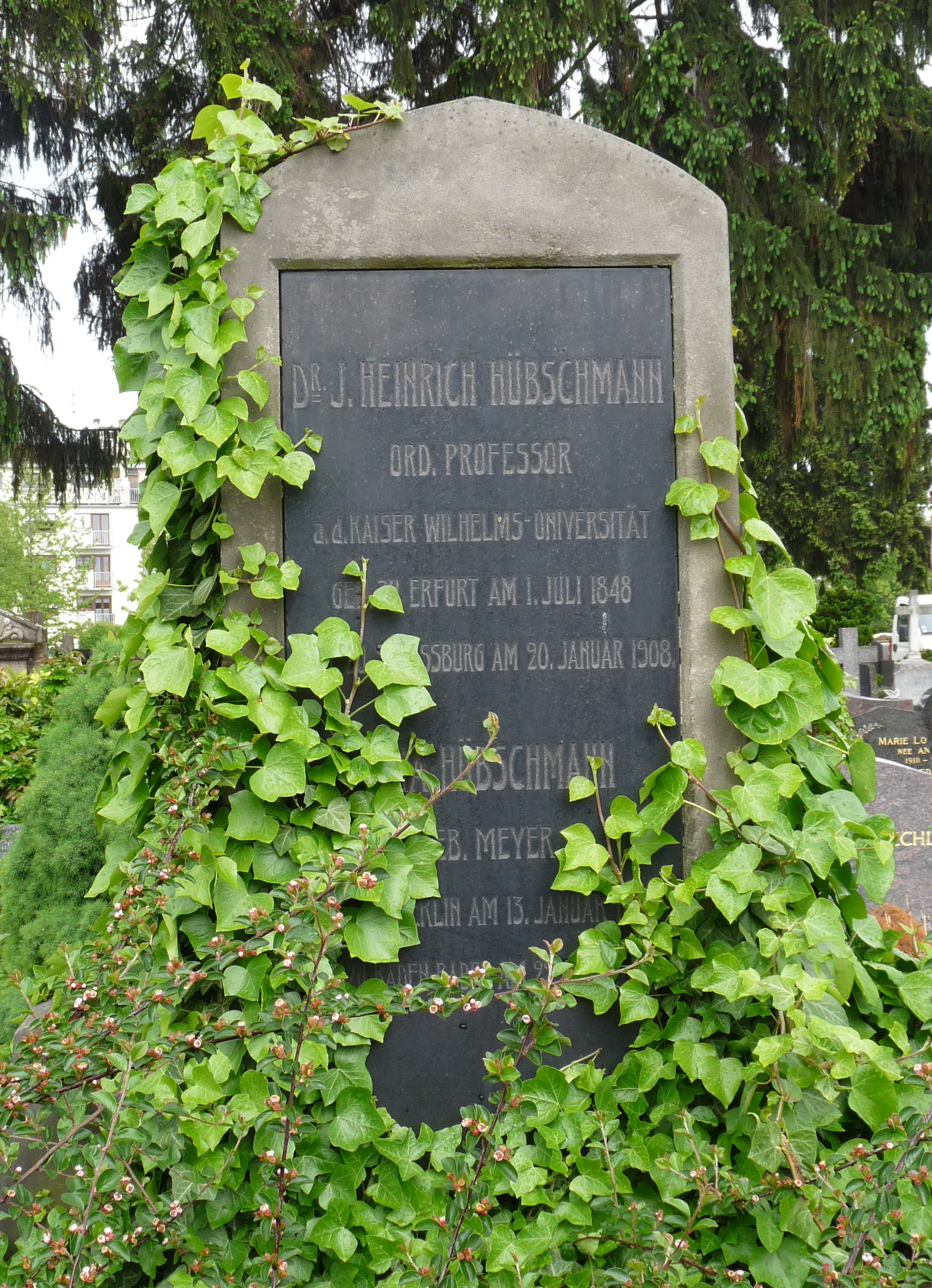
Grabstein von Hübschmann in Straßburg

Sein Grab befindet sich auf dem Cimetière Saint-Louis in Straßburg-Robertsau (Sektion 1P-1-4,5).

## Werke (Auswahl)
- Zur Casuslehre. München 1875
- Die Umschreibung der iranischen Sprachen und des Armenischen. Leipzig 1882
- Armenische Studien. Leipzig 1883
- Das indogermanische Vocalsystem. Straßburg 1885
- Etymologie und Lautlehre der ossetischen Sprache. Straßburg 1887
- Persische Studien. Straßburg 1895
- Armenische Grammatik. I. Theil. Armenische Etymologie. I. Abtheilung: Die persischen und arabischen Lehnwörter im Altarmenischen. Leipzig 1895
  - Armenische Grammatik. I. Theil. Armenische Etymologie (Bibliothek indogermanischer Grammatiken. Band VI), Leipzig 1897
- Die altarmenischen Ortsnamen. Mit Beiträgen zur historischen Topographie Armeniens und einer Karte. Straßburg 1904

## Auszeichnungen
- 1875: Förderpreis der Bopp-Stiftung